# Arachniotus lanatus
Arachniotus lanatus är en svampart som beskrevs av Apinis 1964. Arachniotus lanatus ingår i släktet Arachniotus och familjen Gymnoascaceae.   Inga underarter finns listade i Catalogue of Life.